# 浅野義夫
浅野 義夫（あさの よしお、1895年（明治28年）10月 - 1976年（昭和51年）5月15日）は、日本の実業家で、浅野総一郎の四男、浅野財閥の各社の重役を歴任した。

## 経歴
浅野義夫は明治28年 (1895年) 10月に浅野総一郎の四男として生まれた。最初は龍蔵という名前だったが、義夫に改名した。大正8年 (1919年) に小樽高商を卒業すると、すぐに渡米し、ニューヨークのグレース商会 (W. R. Grace Co., New York) に三年間勤務した。大正10年に帰国してからは、浅野財閥の多数の会社の重役を同時に務めた。昭和12年頃は、小倉製鋼の東京出張所に毎日出勤して社務を統べた。戦後の財閥解体後は、東都製鋼相談役やトピー工業最高顧問を務め、尼崎築港の大株主でもあった。1976年（昭和51年）5月15日に没した。享年80。

## 役職
昭和4年頃に、大日本鉱業・鶴見木工の重役を務めた。
昭和12年頃に、鶴見製鉄造船 (JFEグループ、ジャパンマリンユナイテッド)・京浜運河 (東亜建設工業) ・北秋木材 (北秋) の監査役を務めた。
昭和16年から18年には、鋼材商事 (東京シヤリングが改称、現：JFE鋼材) ・満州鋼機・中外精機・東京湾埋立 (東亜建設工業)・尼崎築港・阪神貨物自動車運輸の社長、小倉製鋼 (日本製鉄) ・小倉築港 (小倉興産) の専務、尼崎製鋼所の常務、浅野同族・浅野興業・室蘭埋築・浅野物産 (丸紅) ・三和鋼材・浅野重工業 (日本製鉄) ・港湾工業 (東亜建設工業) ・浅野ビルディング・鉄筋コンクリート・鶴見臨港鉄道 (JR鶴見線) ・川崎鶴見臨港バス・川崎自動車運輸の取締役、浅野証券保有・関東水力電気 (佐久発電所) ・日之出汽船 (NYKバルクプロジェクト) ・小倉海運の監査役、浅野総合中学校 (浅野中学校・高等学校) 幹事を務めた。

## 家族
妻の久子は、ぶどう酒王と呼ばれた近藤利兵衛の養妹だった。